# 백금이
백금이 또는 접종루프(inoculation loop, smear loop, inoculation wand, microstreaker)는 미생물의 배양에서 작은 표본(접종원)을 집어 들고 옮기기(선조접종) 위해 주로 미생물학자들이 사용하는 간단한 도구이다.
끝에 약 5mm 이하의 너비를 가진 고리가 있는 얇은 손잡이의 형태를 하고 있다. 원래는 꼬여 있는 금속 와이어(백금, 텅스텐, 니크롬 등)로 만들어졌지만 이제는 일회용 성형 플라스틱으로 만드는 것이 일반적이다.

## 같이 보기
- 피펫(마이크로피펫)